# Martin Ritt
Martin Ritt (New York, 1914. március 2. – Santa Monica, 1990. december 8.) amerikai filmrendező, BAFTA-díjas filmproducer és színész.
Pályafutását színészként kezdte, majd televíziós rendező lett, de az 1950-es években a mccarthyzmus miatt hosszú ideig mellőzték. Első nagyjátékfilmje, A város széle 1957-ben jelent meg. Következő rendezése, a Hosszú, forró nyár (1958) Arany Pálma-jelölést szerzett a cannes-i fesztiválon.
A Hud című 1963-as westernfilmjével Oscar-díjra jelölték. 1965-ös A kém, aki a hidegből jött című filmdrámájával producerként a legjobb brit filmnek járó BAFTA-díjat vehette át. Csibész (1972) és Norma Rae (1979) című rendezéseit is Oscarra jelölték legjobb film kategóriában.
Négy filmje került be a Kongresszusi Könyvtár Nemzeti Filmadatbázisába, mint „kulturálisan, történelmileg vagy esztétikailag jelentős” mű: A város széle, Hud, Csibész és Norma Rae.

## Magánélete és halála
Feleségével, Adele-lel két gyermekük született: egy lányuk, Martina Wernerand (aki filmproducer lett) és egy fiuk, Michael.
1990. december 8-án, 76 évesen hunyt el a Santa Monica Hospital Medical Centerben. Halálát szívbetegség okozta.

## Filmográfia

### Filmrendezései
| Év   | Magyar cím                      | Eredeti cím                           | Feladatkör | Feladatkör        |
| Év   | Magyar cím                      | Eredeti cím                           | Rendező    | Producer          |
| ---- | ------------------------------- | ------------------------------------- | ---------- | ----------------- |
| 1957 | A város széle                   | Edge of the City                      | Igen       | Nem               |
| 1957 |                                 | No Down Payment                       | Igen       | Nem               |
| 1958 | Hosszú, forró nyár              | The Long Hot Summer                   | Igen       | Nem               |
| 1958 | Fekete orchidea                 | The Black Orchid                      | Igen       | Nem               |
| 1959 |                                 | The Sound and the Fury                | Igen       | Nem               |
| 1960 | Jovanka és a többiek            | 5 Branded Women                       | Igen       | Nem               |
| 1961 | Párizs blues                    | Paris Blues                           | Igen       | Nem               |
| 1962 |                                 | Hemingway's Adventures of a Young Man | Igen       | Nem               |
| 1963 | Hud                             | Hud                                   | Igen       | Igen              |
| 1963 | Az erőszak                      | The Outrage                           | Igen       | Nincs feltüntetve |
| 1965 | A kém, aki a hidegből jött      | The Spy Who Came in from the Cold     | Igen       | Igen              |
| 1967 | A hallgatag ember               | Hombre                                | Igen       | Igen              |
| 1968 | Testvérek                       | The Brotherhood                       | Igen       | Nem               |
| 1970 | Jefferson utolsó menete         | The Great White Hope                  | Igen       | Nem               |
| 1970 | Viszontlátásra a pokolban       | The Molly Maguires                    | Igen       | Igen              |
| 1972 | Csibész                         | Sounder                               | Igen       | Nem               |
| 1972 | Micsoda házasság!               | Pete 'n' Tillie                       | Igen       | Nem               |
| 1974 | Conrack                         | Conrack                               | Igen       | Igen              |
| 1976 | A jónevű senki, avagy a stróman | The Front                             | Igen       | Igen              |
| 1978 | A derbi sztárja                 | Casey's Shadow                        | Igen       | Nem               |
| 1979 | Norma Rae                       | Norma Rae                             | Igen       | Nem               |
| 1981 | Kéjnő Kaliforniába készül       | Back Roads                            | Igen       | Nem               |
| 1983 |                                 | Cross Creek                           | Igen       | Nem               |
| 1985 | Murphy románca                  | Murphy's Romance                      | Igen       | Nem               |
| 1987 | Call girl ötszázért             | Nuts                                  | Igen       | Koproducer        |
| 1990 | Stanley és Iris                 | Stanley & Iris                        | Igen       | Nem               |

### Színészként
| Év   | Magyar cím        | Eredeti cím                 | Szerep        | Megjegyzések              |
| ---- | ----------------- | --------------------------- | ------------- | ------------------------- |
| 1944 |                   | Winged Victory              | Gleason       |                           |
| 1972 |                   | Awake and Sing              | Morty bácsi   | tévéfilm                  |
| 1975 | A bíró és a hóhér | Der Richter und sein Henker | Hans Baerlach | magyar hangja Gera Zoltán |
| 1979 | Norma Rae         | Norma Rae                   | gyári munkás  | stáblistán nem szerepel   |
| 1985 | Páros csillag     | The Slugger's Wife          | Burly DeVito  |                           |

## Fordítás
- Ez a szócikk részben vagy egészben  a   Martin Ritt című angol Wikipédia-szócikk ezen változatának fordításán alapul.  Az eredeti cikk szerkesztőit annak laptörténete sorolja fel. Ez a jelzés csupán a megfogalmazás eredetét és a szerzői jogokat jelzi, nem szolgál a cikkben szereplő információk forrásmegjelöléseként.